# Cantón de Saint-Vivien-de-Médoc
El cantón de Saint-Vivien-de-Médoc era una división administrativa francesa, que estaba situada en el departamento de Gironda y la región de Aquitania.

## Composición
El cantón estaba formado por siete comunas:
- Grayan-et-l'Hôpital
- Jau-Dignac-et-Loirac
- Le Verdon-sur-Mer
- Saint-Vivien-de-Médoc
- Soulac-sur-Mer
- Talais
- Vensac

## Supresión del cantón de Saint-Vivien-de-Médoc
En aplicación del Decreto nº 2014-192 de 20 de febrero de 2014, el cantón de Saint-Vivien-de-Médoc fue suprimido el 22 de marzo de 2015 y sus 7 comunas pasaron a formar parte del nuevo cantón de Norte de Médoc.